# Atomium
Atomium este o clădire din Bruxelles construită inițial pentru Expo '58.

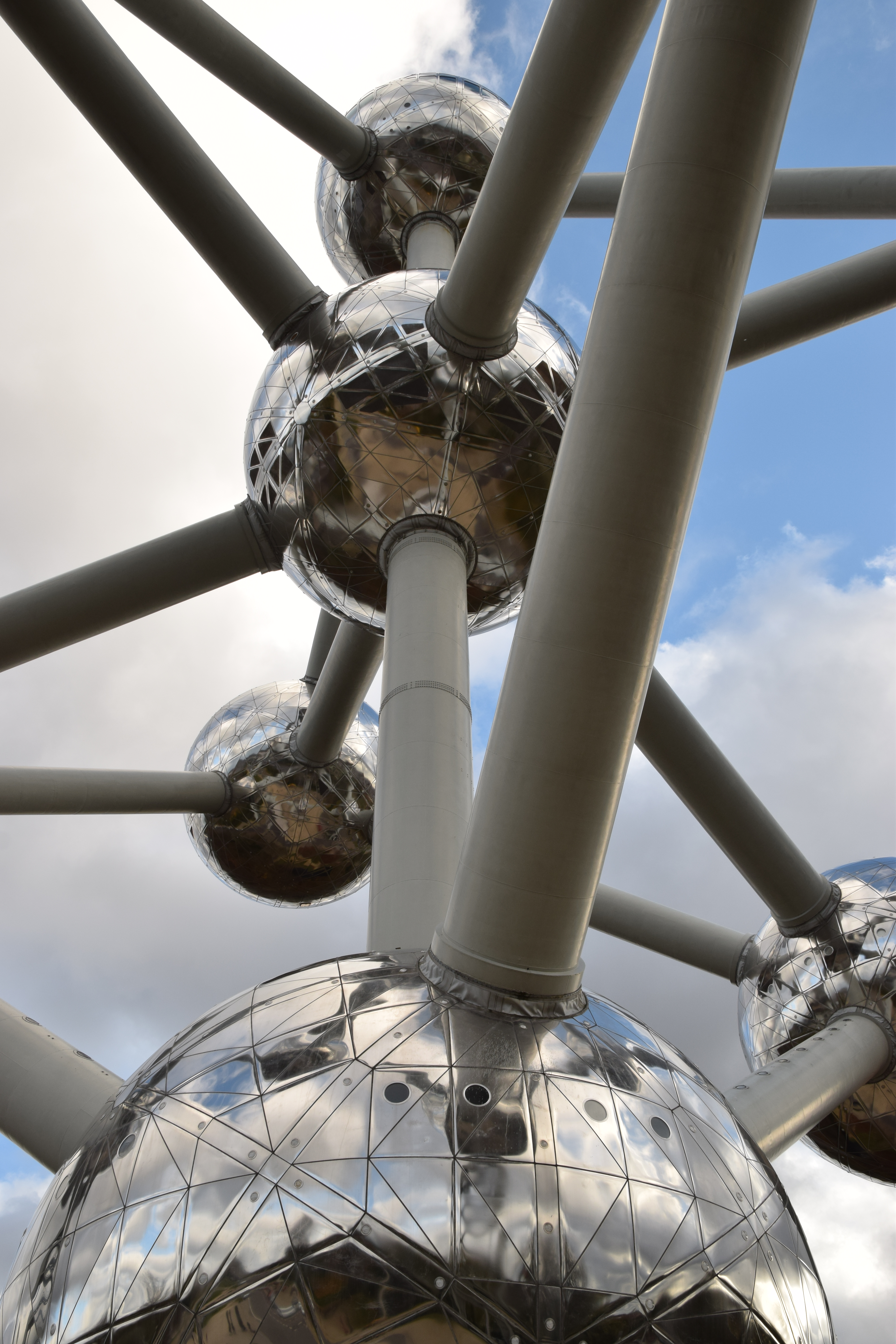

Proiectat de inginerul André Waterkeyn și de arhitecții André și Jean Polak, are o înălțime de 102 m. Cele nouă sfere ale sale din oțel inoxidabil cu diametrul de 18 m sunt conectate, astfel încât întregul are forma unei celule unitare a unui cristal mărit de 165 miliarde de ori. Tuburile cu diametrul de 3 m conectează sferele de-a lungul celor 12 margini ale cubului și toate cele opt vârfuri spre centru. Acestea includ scări, scări rulante și un ascensor (în tubul central, vertical) pentru a permite accesul la cele cinci sfere locuibile, care conțin săli de expoziție și alte spații publice. Sfera de sus include un restaurant care are vedere panoramică la Bruxelles.

1. ↑  archINFORM, accesat în 30 iulie 2018